# Борисик Василь Іванович
Василь Іванович Борисик (28 серпня 1926, с. Горне, Глуський район) — Герой Соціалістичної Праці (1966). Заслужений меліоратор Білоруської РСР (1965). Учасник Другої світової війни.

## Біографія
З 1944 по 1955 роки служив у Радянській Армії. Після демобілізації повернувся на батьківщину. Закінчив Мінську школу десятників-будівельників і отримав спеціальність машиніста екскаватора. З 1959 року і до виходу на пенсію працював у Стародорозькій меліоративній організації ПМК-73 робітникам, бригадиром, начальником дільниці, машиністом екскаватора на багатьох об'єктах республіки і за її межами.
З 1961 старший машиніст екскаватора Стародорозького будівельно-монтажного управління тресту меліорації Мінськводбуд. За 7 років роботи в тресті виконав 15 річних норм. 23 липня 1965 року за багаторічну сумлінну працю в системі меліорації присвоєно звання «Заслужений меліоратор БРСР».
З 1972 старший виконроб ПМК-73 свого тресту. Звання Героя Соціалістичної Праці присвоєно за успіхи в збільшенні виробництва і заготівель картоплі, овочів і плодів. Депутат Верховної Ради БРСР у 1967-71.

## Нагороди
Нагороджений орденом Леніна, орденом Трудового Червоного Прапора, орденом «Знак Пошани». В 1994 році присвоєно звання «Почесний громадянин м. Старі Дороги».
Занесений у Книгу Народної Слави Стародорозького району.